# Królestwo Serbów, Chorwatów i Słoweńców na Letnich Igrzyskach Olimpijskich 1920
Podczas Letnich Igrzysk Olimpijskich 1920 w Antwerpii po raz pierwszy w historii wystąpiła reprezentacja Królestwa Serbów, Chorwatów i Słoweńców – w turnieju piłki nożnej wystąpiła męska reprezentacja (15 zawodników).

## Wyniki
Do rozgrywek przystąpiło 14 zespołów. W pierwszej rundzie reprezentacja Królestwa Serbów, Chorwatów i Słoweńców przegrała 0-7 z Czechosłowacją, przez co miała walczyć z pięcioma innymi zespołami o miejsca 9.-14. Po rozegraniu meczu Królestwo SHS-Egipt (2-4) zaprzestano rozgrywek o najniższe lokaty, co dało Królestwu Serbów, Chorwatów i Słoweńców – po uwzględnieniu w tabeli spotkania meczu z Egiptem – dziesiąte miejsce, a wskutek dyskwalifikacji Czechosłowacji – 9. miejsce.
Skład: Slavin Cindrić (kapitan), Artur Dubravčić, Ivan Granec, Andrija Kojić, Emil Perška, Branimir Porobić, Rudolf Rupec, Jovan Ružić, Jaroslav Šifer, Nikola Simić, Josip Šolc, Stanko Tavčar, Dragutin Vragović, Dragutin Vrđuka (bramkarz), Vjekoslav Župančić
| 28 sierpnia 1920 | Czechosłowacja · Janda 34', 50', 75' · Vanik 20', 46', 79'k. · Sedlacek 43' | 7-0(3-0) | Królestwo Serbów, Chorwatów i Słoweńców | Antwerpia Widzów: 600 Sędzia: Raphael L.Van Praag |
|                  |                                                                             |          |                                         |                                                   |

| 2 września 1920 | Egipt · Said Abaza · Hussein Hegazi · Hasan Ali Alluba | 4-2(2-1) | Królestwo Serbów, Chorwatów i Słoweńców · Dubravcic · Ruzic | Antwerpia Widzów: 500 Sędzia: Henri Christophe |
|                 |                                                        |          |                                                             |                                                |